# Dunlop World Challenge Tennis Tournament 2011
Das Dunlop World Challenge Tennis Tournament 2011 war ein Tennisturnier der ATP Challenger Tour 2011 für Herren und ein Tennisturnier des ITF Women’s Circuit 2011 für Damen in Toyota. Die Turniere fanden zeitgleich vom 21. bis zum 27. November 2011 statt.